# Tala Rafe Luvu
Tala Rafe Luvu (2 settembre 1990) è un calciatore samoano americano, difensore del Lion Heart e della Nazionale di calcio delle Samoa Americane.

## Carriera

### Club
Ha sempre giocato in patria in prima divisione.

### Nazionale
Nel 2011 ha giocato 7 partite in nazionale, 3 delle quali in incontri valevoli per le qualificazioni ai Mondiali del 2014.